# Девица (Липецкая область)
Де́вица — крупное село Усманского района Липецкой области. Центр Девицкого сельсовета. 
Располагается на пересечении трех крупных шоссе — на Усмань, на Крутченскую Байгору и на Большую Приваловку.

## История
Стоялый острожек был поставлен на этом месте в 1645 году. Это было связано со строительством крепости на реке Усмани (ныне это город Усмань). Острожек получил название по реке Девице — Девицкий. Позже он стал селом Девицей.

## Население
| 2010 | 2011  |
| ---- | ----- |
| 1761 | ↗1762 |

## Известные жители и уроженцы
- Корпылёв, Анатолий Павлович (1919—2010) — Герой Социалистического Труда.